# Барски, Джек
Джек Филип Барски (англ. Jack Philip Barsky), имя при рождении — Альберт Диттрих (нем. Albrecht Dittrich, род. 18 мая 1949, Райхенбах, Саксония) — американский писатель немецкого происхождения и специалист в области информационных технологий. С 1978 по 1988 год являлся спящим агентом Комитета государственной безопасности СССР (КГБ) в США. Разоблаченный после холодной войны, Барски стал источником информации для контрразведывательных органов США, и ему разрешили остаться в стране. Его автобиография Deep Undercover («В глубоком подполье» или «Глубоко под прикрытием») была опубликована в 2017 году.

## Ранний период жизни
Диттрих родился в Райхенбахе, Верхняя Лужица, Германская Демократическая Республика (ГДР), всего через несколько недель после раздела Германии. Вырос в Йене. Его отец, школьный учитель, был марксистом-ленинистом. У него также есть младший брат Гюнтер. Когда Диттриху было 14 лет, его отправили в школу-интернат. Вскоре после этого его родители развелись. Получил степень по химии в Йенском университете.

## Карьера
В 1969 году, когда Диттрих был старшекурсником в Йенском университете, к нему подошел человек из Министерства государственной безопасности ГДР и спросил, не заинтересован ли он в работе в компании Carl Zeiss. Это предложение оказалось уловкой, и ему предложили работу в Министерстве. В 1970 году учился на доктора химии и работал ассистент профессором, когда его отправили в Восточный Берлин на несколько недель обучения в Комитете государственной безопасности (КГБ). Ему сказали, что Советскому Союзу (СССР) нужны только те шпионы, которые желают участвовать, и поэтому он может отклонить предложение, но у него есть только 24 часа, чтобы принять решение. Заинтригованный, он решил присоединиться.
В феврале 1973 года Диттрих сказал своей семье и друзьям, что становится дипломатом и уходит из университета, чтобы переехать в Восточный Берлин. В КГБ его научили азбуке Морзе, криптографии, методам ухода от слежки и английскому языку. В 1975 году его отправили в Москву, где его знание английского языка оценила американка, вышедшая замуж за русского. Он прошёл ещё два года обучения в СССР.
В 1978 году Диттрих был отправлен в США в качестве спящего агента. Его псевдоним, Джек Филип Барски, является именем ребёнка, умершего в 1955 году в возрасте 10 лет. Ребёнок был похоронен на еврейском кладбище Маунт-Лебанон в США, а его свидетельство о рождении заполучил сотрудник посольства СССР в США. Чтобы Барски мог объяснить наличие акцента, ему придумали легенду о том, что его мать была немкой. Своей семье он сказал, что отправляется в пятилетнюю миссию на космодром Байконур, сверхсекретный объект, который был базой космической программы СССР; он заранее написал семье десятки писем, которые периодически приходили с Байконура.
8 октября 1978 года Диттрих прилетел в Чикаго через Мексику, используя паспорт гражданина Канады на имя Уильяма Дайсона. КГБ предоставил ему свидетельство о рождении Барского и 6000 долларов наличными. Его задачей было получить американский паспорт, внедриться в американское общество, наладить контакты с аналитическими центрами в области внешней политики и «сблизиться» с советником Президента США Джимми Картера по национальной безопасности Збигневом Бжезинским, чтобы влиять на политику.
Диттрих снял квартиру в Нью-Йорке и выдал себя за Джека Барски. Его инструкции заключались в том, чтобы использовать свидетельство о рождении для получения паспорта, но получить его оказалось сложнее, чем ожидал КГБ. Сначала Барски получил членский билет в Американском музее естественной истории, затем библиотечный билет, водительские права и, наконец, карточку социального обеспечения. Работал курьером на велосипеде и начал посещать колледж Баруха, изучая компьютерное программирование.
Барски обнаружил, что люди, которые его обучали, сами по-настоящему не понимали американцев, и поначалу он испытывал трудности со своим заданием. Хотя его инструкции заключались в том, чтобы проникнуть в политические круги и сблизиться с Бжезинским, ему не дали конкретных инструкций о том, как он должен это сделать.
Барски еженедельно получал радиосообщения из СССР, а по ночам часами их расшифровывал. В его задачи входила слежка за Николаем Хохловым, советским перебежчиком, живущим в Калифорнии и сбежавшим из-под контроля в Канаде, и написание оценки восприятия американской общественностью советско-афганской войны. Каждые два года Барски возвращался в Восточную Германию на три недели отпуска и дебрифинга, всегда возвращаясь в США по поддельным паспортам. В 1984 году он начал работать в MetLife и смог обеспечить СССР программным кодом, который помог их учёным-компьютерщикам не отставать от Запада.
СССР в 1980-х годах пытался завербовать ультраправых. Барски создал профили потенциальных рекрутов правого толка, однако он так и не узнал об итогах этой попытки, поскольку за попытку вербовки отвечали другие агенты. Барски также заявил, что многие ультраправые давали информацию СССР, «думая, что они работают с западным союзником, таким как Израиль, хотя на самом деле их контакт был оперативником КГБ».
Во время первой поездки Барского в Восточную Германию в 1980 году ему разрешили жениться на своей девушке, что было общепринятой практикой, поскольку КГБ считал, что женатый шпион с супругой на родине с меньшей вероятностью сбежит. Он снова женился в США в 1986 году после того, как женщине, с которой он встречался, нелегальной иммигранткой из Гайаны, понадобилась помощь, чтобы получить грин-карту. В течение нескольких лет он вёл двойную жизнь, с женой и сыном в Восточной Германии и женой и дочерью в США. Две его семьи не знали друг о друге. Позже он рассказал, что держал в уме две свои личности раздельно.

## Выход из шпионажа
В декабре 1988 года, когда Барски жил в Куинсе, КГБ, по-видимому, считал, что его прикрытие было раскрыто. Барски был предупреждён по пути на работу, когда увидел небольшое пятно красной краски на платформе метро. Красная краска была предопределенным сигналом крайней чрезвычайной ситуации, приказывая ему немедленно связаться с советским посольством в Канаде, чтобы вернуться в Восточную Германию. Обеспокоенный благополучием своей маленькой дочери, Барски решил, что не может вернуться. Он игнорировал это в течение нескольких месяцев, пока другой агент КГБ не встретил его в метро и сказал: «Ты должен вернуться домой или тебе крышка». Он солгал своим кураторам, сказав, что заразился СПИДом и ему необходимо остаться в США для лечения, полагаясь на опасения КГБ перед распространением ВИЧ/СПИДа в СССР. Он пообещал им, что никогда не сбежит. Они либо приняли его ложь, либо не смогли его вытащить.
КГБ сообщил его жене-немке, что Барски мёртв. Она сообщила о его исчезновении, а затем подала на развод. Его мать, которая в последний раз видела его в 1986 году, верила, что он пропал без вести в СССР. В течение многих лет она искала его, связываясь с немецкими посольствами в Москве и даже писала советскому лидеру Михаилу Горбачёву. В 1996 году следователи Министерства иностранных дел Германии установили, что история, которую он рассказал своей матери, была ложью. Проект на Байконуре, над которым, по его словам, он работал много лет, закончился в 1978 году. У его матери диагностировали болезнь Паркинсона, и она умерла, так и не узнав правды.
В 1989 году начала рушиться Берлинская стена, а два года спустя последовал распад СССР. В 1992 году советский перебежчик Василий Митрохин предоставил Секретной разведывательной службе Великобритании информацию о советских шпионских операциях по всему миру, включая имя информацию о Барском в США.
Федеральное бюро расследований (ФБР) обнаружило Барского в 1994 году и наблюдало за ним в течение трёх лет, прослушивая его дом в Пенсильвании. Агент ФБР переехал в соседний дом и следил за каждым движением Барского, чтобы определить, был ли он все еще активным агентом в спящей ячейке. ФБР связалось с пожилыми родителями настоящего Джека Барски из опасения, что они обнаружат, что личность их мёртвого сына была украдена, и предупредят местные власти. Барские согласились не разглашать информацию.
В 1997 году во время драки со своей женой, которую ФБР записало, Барски признался, что на самом деле был шпионом. Вскоре после этого он был остановлен полицией по дороге домой с работы и взят под стражу ФБР. Во время допроса Барски признался, кто он на самом деле, и что он прекратил шпионаж в 1988 году. Он поделился своими знаниями о подготовке шпионов КГБ и методах работы советских спящих агентов. ФБР определило, что Барски больше не был активным шпионом, и сочло его ценным источником информации о шпионских методах. Ему никогда не предъявляли обвинений ни в каком преступлении.

## Деятельность после холодной войны
С момента своего раскрытия Барски открыл правду о своей жизни и деятельности своим семьям как в США, так и в Германии. Он помогал ФБР и Агентству национальной безопасности (АНБ), а в 2014 году стал гражданином США. Барски продолжал работать в сфере информационных технологий и был директором по информационным технологиях энергетических систем, а в 2011 году присоединился к New York Independent System Operator в качестве директора по программным технологиям в северной части штата Нью-Йорк. Он не рассказал работодателю о своем прошлом, когда его наняли, и его уволили в 2015 году после того, как он поделился своей историей в телешоу «60 минут». Неизвестно, помогло ли ему ФБР устроиться на работу в сеть, где очень строгая проверка биографических данных.
В 2017 году Барски выпустил книгу «В глубоком подполье: Моя тайная жизнь в качестве шпиона КГБ в Америке и клубок спутанных убеждений» или «Глубоко под прикрытием: Моя тайная жизнь и тернистый путь шпиона КГБ в Америке» (англ. Deep Undercover: My Secret Life and Tangled Allegiances as a KGB Spy in America).

## Личная жизнь
Барски был трижды женат. Сначала, как Диттрих, он женился на Герлинде, которая в 1981 году родила ему сына Матиаса Диттриха. В США он женился на Пенелопе, иммигрантке из Гайаны, после того как она забеременела в 1986 году. У них родилась дочь Челси 1987 года рождения, а затем сын Джесси. Когда его дочери (которую сейчас зовут Челси Диттрих) исполнился 21 год, она начала искать семью своего сводного брата в Германии, чтобы познакомиться с ними. Барски стал христианином после встречи со своей третьей женой Шоной, набожной христианкой с Ямайки. В течение многих лет она думала, что рассказ о том, что он когда-то был шпионом, был выдумкой.
Барски проживает недалеко от Атланты, штат Джорджия, с Шоной и их дочерью Тринити, родившейся в 2010 году. Агент ФБР, живший по соседству и допрашивавший его после задержания, стал близким другом и крёстным отцом Тринити.